# Company Experience
Company Experience – etwa so viel bedeutend wie „firmenbezogenes Erleben“ – bezeichnet die Justierung von „firmenbezogenem Kundenerleben“ (Customer Experience (CX)), welche im Allgemeinen alle Interaktionen von Kunden mit einem Unternehmen abgedeckt, sowie von „firmenbezogenem Mitarbeitererleben“ (Employee Experience (EX)), welche sämtliche arbeitsbezogenen Erfahrungen von Mitarbeitern in ihrem Beschäftigungs- und Arbeitsumfeld umfasst, hin zu einer Firmen-Gesamtkultur, die es einem Unternehmen ermöglicht, für Kunden und Mitarbeiter gleichermaßen attraktiv zu sein, Kreativität zu entfalten und Performanz auf den Weg zu bringen. In jedem Transformationsprozess, in dem „Company Experience“ angewendet wird, zielt man darauf ab, eine ganzheitliche ausrichtungsbezogene Vision für das Unternehmen zu entwickeln, die Fähigkeit zur Innovation zu sichern, Talente zu wecken und anzuziehen sowie Wohlbefinden und Produktivität zu verbessern.

## Implementierung
Die Implementierung eines Company-Experience-Strategiemodells besteht darin, zu analysieren, wie das Unternehmen zum aktuellen Zeitpunkt arbeitet, wie es in Zukunft arbeiten will und welche Verbesserungsmöglichkeiten, sich daraus ergebend, identifiziert werden können. Darauf aufbauend werden Initiativen zu Raum, Arbeitsprozessen, Technologie und Kultur zusammengeführt und ein Konzept entwickelt, welches den Menschen in den Mittelpunkt stellt und den Einsatz von Ressourcen optimiert. Dies ermöglicht es dem Unternehmen, ein globales Modell für neue Arbeitsweisen zu erstellen und umzusetzen, welches speziell auf die Herausforderungen des Unternehmens zugeschnitten ist.
Der Schlüssel zur Umsetzung eines Company-Experience-Modells ist ein menschenzentrierter Ansatz, um einen Veränderungsprozess zu generieren, der die gesamte Belegschaft einbezieht und mitnimmt und die Vorteile der kollektiven Intelligenz nutzt. Die Idee des Co-Designs, bei dem jeder Mitarbeiter in den Veränderungsprozess einbezogen wird, bringt Menschen dazu, neue kulturelle Modelle zu entwerfen und sie in eine erfolgreiche Transformation der Unternehmenskultur einzubeziehen.

## Ergebnis
Das Company-Experience-Modell dient dazu, Organisationen in einem sich ständig verändernden Arbeitsumfeld zu positionieren. Die Umsetzung innovativer Arbeitsweisen und die Transformation der Kultur durch die Kombination aus Employee- und Customer-Experience ermöglicht es Unternehmen, strategische Pläne zu erstellen, die die Unternehmenskultur mit ihren Mitarbeitern und Kunden verbinden und gleichzeitig ein globales Unternehmensbild schaffen.  
Durch die Implementierung eines Company-Experience-Modells und die Entwicklung einer kohärenten, von allen Mitarbeitern getragenen Kultur können unternehmerische Ziele wie Kreativität, Transparenz, Kommunikation, Zusammenarbeit und menschenorientierte Erfahrungen erreicht und optimiert werden.